# مامامو
مامامو (به کره‌ای: 마마무؛ به انگلیسی: Mamamoo) گروه دخترانه کره‌ای است که در سال ۲۰۱۴، زیرنظر آربی‌دبلیو شکل گرفت و از چهار عضو تشکیل شده‌است: سولار، مونبیول، ویین و هواسا. این گروه در تاریخ ۱۸ ژوئن ۲۰۱۴، با انتشار ترانهٔ «آقای مبهم» به‌طور رسمی آغاز به کار کرد و به یکی از بهترین گروه‌های تازه‌کار در سال ۲۰۱۴ تبدیل شد. این گروه به‌خاطر اجراهای خود در سبک‌های رترو، جاز و آراندبی و آواز قوی شناخته می‌شود.

## ترانه‌شناسی
آلبوم‌های کره‌ای
- ذوب‌شدن (۲۰۱۶)
- واقعیت سیاه (۲۰۱۹)

آلبوم‌های ژاپنی
- ۴رنگ (۲۰۱۹)